# Mühlhäuser Reichsrechtsbuch
Das Mühlhäuser Reichsrechtsbuch  ist ein Rechtsbuch, das zwischen 1224 und 1230 vermutlich von einem Angehörigen der Mühlhausener Reichsministerialität verfasst wurde.

## Geschichte und Inhalt
Es diente der Rechtsvereinheitlichung in der späteren Reichsstadt Mühlhausen in Thüringen. In 49 Kapiteln werden in deutscher Sprache das für alle Stadtbewohner gleichermaßen geltende Strafrecht, das Wirtschafts-, Erbschafts- und Familienrecht sowie das Flur- und Bürgerrecht und die Gerichtsverfassung, etwa die jährliche Einsetzung eines Heimbürgen, behandelt. Zusammen mit dem Schwaben- und dem Sachsenspiegel gehört das Mühlhäuser Rechtsbuch zu den ältesten Rechtsbüchern des deutschen Mittelalters.
Das Mühlhäuser Reichsrechtsbuch war auch für die Reichsstadt Nordhausen und die Stadt Eschwege von Bedeutung.
Die Urschrift ist nicht mehr vorhanden. Die beiden erhaltenen Abschriften werden auf ca. 1270 und ca. 1300 datiert. Eine Abschrift befindet sich im Mühlhäuser Stadtarchiv, die andere im Stadtarchiv Nordhausen.
1923 wurde das Mühlhäuser Reichsrechtsbuch von Herbert Meyer aus der altmitteldeutschen Sprache ins Hochdeutsche übersetzt und veröffentlicht. Meyer führt das Mühlhäuser Reichsrechtsbuch auf das Fränkische Recht zurück.